# Rivière du Petit Pabos
Pour les articles homonymes, voir Pabos.
La Rivière du Petit Pabos coule dans les cantons de Randin, de Power et de Pellegrin, dans le territoire non organisé de Mont-Alexandre, ainsi que dans les municipalités de Chandler (secteurs de "Pabos" et de "Saint-François-de-Pabos"), dans la municipalité régionale de comté (MRC) Le Rocher-Percé, dans la région administrative de la Gaspésie-Îles-de-la-Madeleine, au Québec, au Canada.

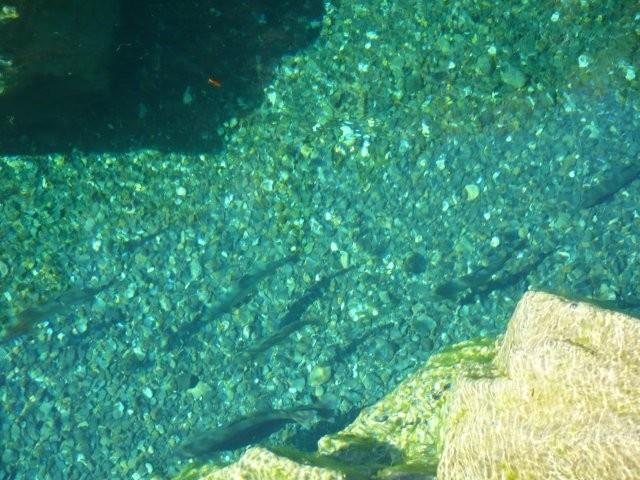
L'eau transparente cristalline de la rivière permet de voir les saumons qui viennent s'y reproduire.

La "Rivière du Petit Pabos" est un affluent de la rive Nord de la Baie-des-Chaleurs ; cette dernière s'ouvre vers l'Est sur le golfe du Saint-Laurent.

## Pêche au saumons
La rivière de Grand Pabos est une riviere où les saumons de l'atlantique viennent se reproduire. Elle est prisée par les pêcheurs de saumons car ses eaux cristallines et transparentes permettent de voir clairement les saumons au fond des fausses. 

## Géographie
La "Rivière du Petit Pabos" prend sa source de ruisseaux de montagne dans le 7e rang du canton de Randin, dans le territoire non organisé de Mont-Alexandre. Cette source est située à :
- 0,9 km au Sud-Ouest de la limite du canton de Pellegrin ;
- 3,6 km au Sud de la limite du canton de Power ;
- 37,5 km au Nord-Ouest du pont de la route 132 enjambant la "Rivière du Petit Pabos", tout près de la confluence de cette dernière rivière.

À partir de sa source, la "Rivière du Petit Pabos" coule sur 61,6 km surtout en milieu forestier, répartis selon les segments suivants :
Cours supérieur de la "rivière du Petit Pabos" (segment de 18,2 km)
- 1,0 km vers le Nord-Est, jusqu'à la limite du canton de Pellegrin ;
- 1,1 km vers le Nord-Est dans le canton de Pellegrin, jusqu'à la confluence d'un ruisseau (venant du Nord) ;
- 1,4 km vers le Nord-Est, jusqu'à la limite du canton de Power ;
- 4,4 km vers le Nord-Est dans le cantonde Power, jusqu'à la confluence d'un ruisseau (venant du Nord) ;
- 3,1 km vers le Sud-Est, jusqu'à la confluence du ruisseau Boisvert (venant du Sud-Ouest) ;
- 1,5 km vers le Sud, jusqu'à la limite du canton de Pellegrin ;
- 0,6 km vers le Sud-Est, jusqu'à la confluence du ruisseau Prince (venant du Sud-Ouest) ;
- 3,0 km vers le Sud-Est, jusqu'à la confluence du ruisseau Lebel (venant du Nord-Est) ;
- 0,4 km vers le Sud, jusqu'à la confluence du ruisseau au Pékan (venant de l'Ouest) ;
- 1,7 km vers le Sud-Est, jusqu'à la confluence du ruisseau de la Coulée de la Perdrix ;

Cours intermédiaire de la "rivière du Petit Pabos" (segment de 9,4 km)
À partir de la confluence du ruisseau de la Coulée de la Perdrix, la "rivière du Petit Pabos" coule sur :
- 3,2 km vers le Sud-Est, en recueillant les eaux du ruisseau à la Martre et du ruisseau Bursio, jusqu'à la confluence du ruisseau aux Canards (venant du Nord) ;
- 0,5 km vers le Sud-Est, jusqu'à la confluence du ruisseau Gervais (venant du Sud-Ouest) ;
- 5,7 km vers le Sud-Est, jusqu'à la confluence du ruisseau de la Chaudière (venant de l'Ouest).

Cours inférieur de la "rivière du Petit Pabos" (segment de 34,0 km)
À partir de la confluence du ruisseau de la Chaudière, la "Rivière du Petit Pabos" coule dans une vallée encaissée sur :
- 3,9 km vers le Sud-Est, jusqu'à la confluence du ruisseau des Dix-Huit Milles (venant du Sud-Ouest) ;
- 2,5 km vers le Sud-Est en serpentant jusqu'à la limite de Chandler (secteur de "Pabos") ;
- 2,4 km vers le Sud-Est, jusqu'à la confluence du ruisseau des Quinze Milles" (venant du Sud-Ouest) ;
- 3,6 km vers le Sud-Est en serpentant jusqu'à la confluence du ruisseau de la "coulée Dupuis" (venant du Nord) ;
- 0,6 km vers le Sud-Est, jusqu'à la confluence du ruisseau de la "coulée Chamberland" (venant de l'Est) ;
- 7,9 km vers le Sud-Est en serpentant jusqu'à la limite de Chandler (secteur "Saint-François-de-Pabos") ;
- 1,4 km vers le Sud-Ouest, jusqu'à la confluence d'un ruisseau (venant du Sud-Ouest) ;
- 2,7 km vers le Sud-Est en passant à côté de l'Île aux Cèdres, jusqu'à la confluence du "ruisseau John-Wall" ;
- 1,0 km vers le Sud en formant une boucle vers l'Est, jusqu'à la confluence du "ruisseau à la Truite" (venant de l'Ouest) ;
- 4,3 km vers l'Est, jusqu'à la confluence du "ruisseau du Moulin" (venant du Nord) ;
- 1,8 km vers le Sud-Est en recueillant les eaux du "ruisseau à Morris" (venant du Nord-Est), jusqu'au pont routier ;
- 1,9 km vers le Sud-Est en traversant la "Baie du Petit Pabos", jusqu'à la jetée du "Banc de Pabos", où se situe la confluence de la rivière[2].

La "Rivière du Petit Pabos" se déverse sur la rive Nord de la Baie-des-Chaleurs. Cette confluence est située à :
- 5,5 km à l'Ouest de la confluence de la Grande Rivière (Percé) ;
- 9,0 km à l'Est de la confluence de la rivière du Grand Pabos.

Le courant de la "rivière du Petit Pabos" se déverse sur le grès à marée basse. Cette baie est protégée des fortes mers par une jetée de 1,1 km qui constitue l'assise de la route 132 et du chemin de fer du Canadien National.

## Toponymie
Le terme "Pabos" provient du terme "Papôgotj" ou "Papôg" de la langue Micmac signifiant "eaux tranquille" Cette signification correspond bien aux caractéristiques de la baie située à la confluence.
Le toponyme "Rivière du Petit Pabos" a été officialisé le 5 décembre 1968 à la Commission de toponymie du Québec.